# Niamey
Niamey (phát âm tiếng Pháp: [njamɛ]) là thủ đô và thành phố lớn nhất của Niger. Niamey nằm dọc theo sông Niger, chủ yếu bên bờ đông. Đây là trung tâm hành chính, văn hóa và kinh tế của đất nước. Dân số Niamey được ghi nhận là 978.029 (2012), tuy vậy, khu vực hành chính thủ đô Niamey, diện tích 670 km2, có tới 1.026.848 dân (2012). Tính đến năm 2017, khảo sát dân số cho thấy vùng thủ đô có tăng trưởng dân số chậm hơn phần còn lại của đất nước.
Nền kinh tế sản xuất tại đây làm ra gạch, đồ gốm, xi măng và vải dệt.

## Địa lý
Vùng Niamey nằm ở rìa tây nam của bồn địa Iullemmeden. Có diện tích hơn 250 km2, khu vực đô thị nằm trên đỉnh hai cao nguyên được chia đôi bởi sông Niger. Thành phố được thành lập trên bờ đông của sông này.
Khu vực bờ phía tây có các khu dân cư Gaweye, Saguia, Lamorde, Saga và Karadje, cũng như Đại học Abdou Moumouni. Bờ đối diện chủ yếu bao gồm các tòa nhà hành chính và thương mại.

### Khí hậu
Niamey có khí hậu bán khô hạn (Phân loại khí hậu Köppen BSh). Mưa chủ yếu rơi từ cuối tháng Sáu đến giữa tháng Chín.
| Dữ liệu khí hậu của Niamey, Niger        | Dữ liệu khí hậu của Niamey, Niger | Dữ liệu khí hậu của Niamey, Niger | Dữ liệu khí hậu của Niamey, Niger | Dữ liệu khí hậu của Niamey, Niger | Dữ liệu khí hậu của Niamey, Niger | Dữ liệu khí hậu của Niamey, Niger | Dữ liệu khí hậu của Niamey, Niger | Dữ liệu khí hậu của Niamey, Niger | Dữ liệu khí hậu của Niamey, Niger | Dữ liệu khí hậu của Niamey, Niger | Dữ liệu khí hậu của Niamey, Niger | Dữ liệu khí hậu của Niamey, Niger | Dữ liệu khí hậu của Niamey, Niger |
| Tháng                                    | 1                                 | 2                                 | 3                                 | 4                                 | 5                                 | 6                                 | 7                                 | 8                                 | 9                                 | 10                                | 11                                | 12                                | Năm                               |
| ---------------------------------------- | --------------------------------- | --------------------------------- | --------------------------------- | --------------------------------- | --------------------------------- | --------------------------------- | --------------------------------- | --------------------------------- | --------------------------------- | --------------------------------- | --------------------------------- | --------------------------------- | --------------------------------- |
| Cao kỉ lục °C (°F)                       | 38.2 (100.8)                      | 44.0 (111.2)                      | 45.0 (113.0)                      | 45.6 (114.1)                      | 45.1 (113.2)                      | 43.5 (110.3)                      | 41.0 (105.8)                      | 39.6 (103.3)                      | 41.8 (107.2)                      | 41.2 (106.2)                      | 40.7 (105.3)                      | 40.0 (104.0)                      | 45.6 (114.1)                      |
| Trung bình ngày tối đa °C (°F)           | 32.5 (90.5)                       | 35.7 (96.3)                       | 39.1 (102.4)                      | 40.9 (105.6)                      | 40.2 (104.4)                      | 37.2 (99.0)                       | 34.0 (93.2)                       | 33.0 (91.4)                       | 34.4 (93.9)                       | 37.8 (100.0)                      | 36.2 (97.2)                       | 33.3 (91.9)                       | 36.2 (97.2)                       |
| Trung bình ngày °C (°F)                  | 24.3 (75.7)                       | 27.3 (81.1)                       | 30.9 (87.6)                       | 33.8 (92.8)                       | 34.0 (93.2)                       | 31.5 (88.7)                       | 29.0 (84.2)                       | 27.9 (82.2)                       | 29.0 (84.2)                       | 30.8 (87.4)                       | 27.9 (82.2)                       | 25.0 (77.0)                       | 29.3 (84.7)                       |
| Tối thiểu trung bình ngày °C (°F)        | 16.1 (61.0)                       | 19.0 (66.2)                       | 22.9 (73.2)                       | 26.5 (79.7)                       | 27.7 (81.9)                       | 25.7 (78.3)                       | 24.1 (75.4)                       | 23.2 (73.8)                       | 23.6 (74.5)                       | 24.2 (75.6)                       | 19.5 (67.1)                       | 16.7 (62.1)                       | 22.4 (72.3)                       |
| Thấp kỉ lục °C (°F)                      | 12.6 (54.7)                       | 14.3 (57.7)                       | 18.0 (64.4)                       | 21.6 (70.9)                       | 22.6 (72.7)                       | 20.5 (68.9)                       | 20.0 (68.0)                       | 20.2 (68.4)                       | 20.3 (68.5)                       | 15.8 (60.4)                       | 13.0 (55.4)                       | 12.6 (54.7)                       | 12.6 (54.7)                       |
| Lượng Giáng thủy trung bình mm (inches)  | 0.0 (0.0)                         | 0.0 (0.0)                         | 3.9 (0.15)                        | 5.7 (0.22)                        | 34.7 (1.37)                       | 68.8 (2.71)                       | 154.3 (6.07)                      | 170.8 (6.72)                      | 92.2 (3.63)                       | 9.7 (0.38)                        | 0.7 (0.03)                        | 0.0 (0.0)                         | 540.8 (21.28)                     |
| Số ngày giáng thủy trung bình (≥ 1.0 mm) | 0.0                               | 0.0                               | 0.2                               | 0.8                               | 2.9                               | 5.9                               | 9.9                               | 12.2                              | 7.4                               | 1.6                               | 0.1                               | 0.0                               | 41                                |
| Độ ẩm tương đối trung bình (%)           | 22                                | 17                                | 18                                | 27                                | 42                                | 55                                | 67                                | 74                                | 73                                | 53                                | 34                                | 27                                | 42                                |
| Số giờ nắng trung bình tháng             | 280                               | 264                               | 264                               | 251                               | 257                               | 251                               | 238                               | 203                               | 228                               | 285                               | 285                               | 276                               | 3.082                             |
| Nguồn 1: Deutscher Wetterdienst          |                                   |                                   |                                   |                                   |                                   |                                   |                                   |                                   |                                   |                                   |                                   |                                   |                                   |
| Nguồn 2: Viện khí tượng Đan Mạch         |                                   |                                   |                                   |                                   |                                   |                                   |                                   |                                   |                                   |                                   |                                   |                                   |                                   |

## Giao thông

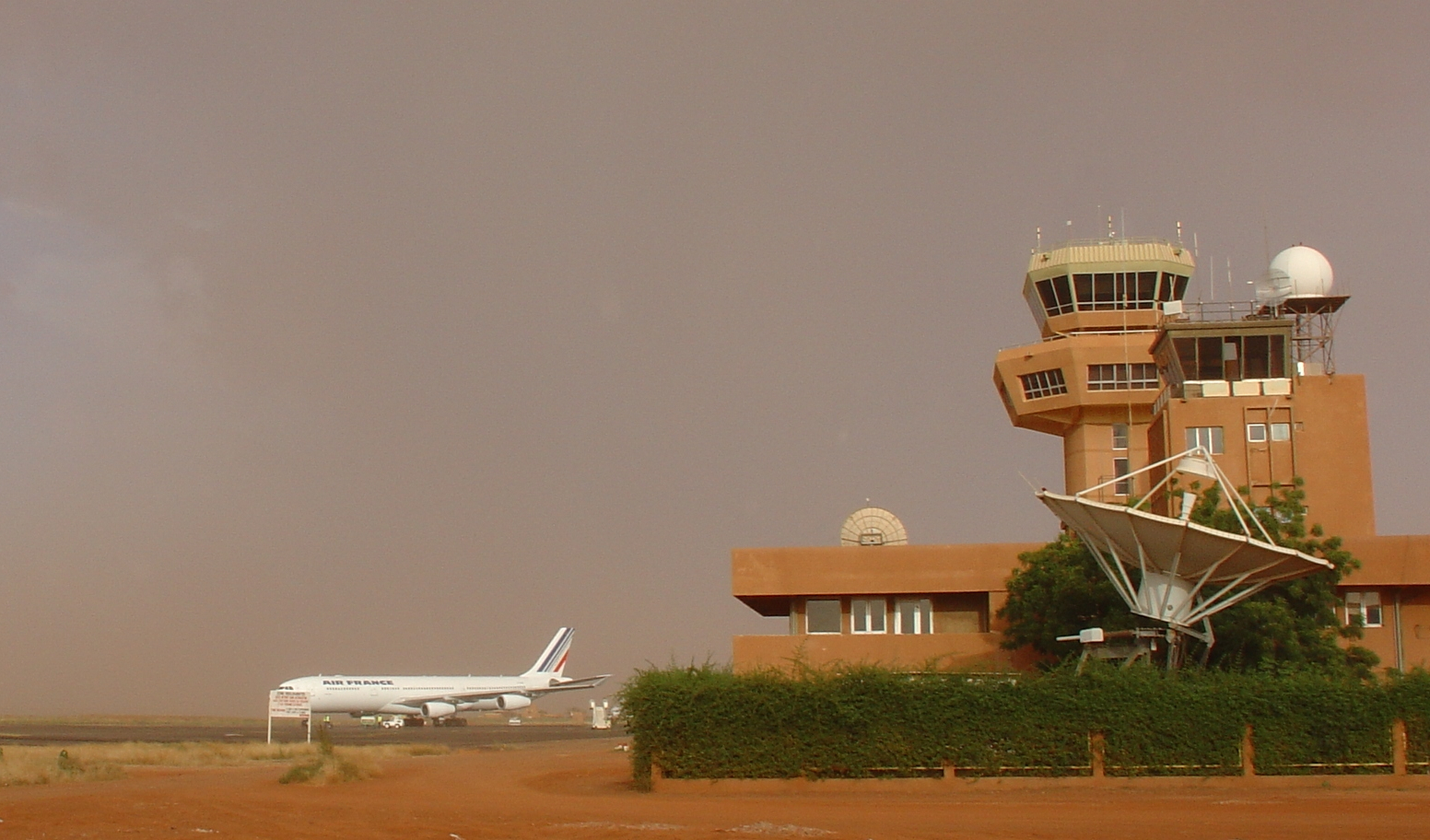
Sân bay quốc tế Diori Hamani

Niamey có Sân bay quốc tế Diori Hamani, gần tuyến đường cao tốc RN1. Ga đường sắt Niamey chính thức khánh thành vào tháng 4 năm 2014. Thuyền cũng được sử dụng trong thành phố để di chuyển trên sông Niger.

## Giáo dục
Các cơ sở giáo dục bao gồm Trường Hành chính Quốc gia và Đại học Abdou Moumouni. Thành phố cũng có nhiều viện nghiên cứu như Trung tâm kỹ thuật số Niamey, Viện Nghiên cứu Phát triển và Viện thủy văn.